# Joel Spencer
Joel H. Spencer (20 de abril de 1946) é um matemático estadunidense.

## Obras
- com Paul Erdős: Probabilistic methods in combinatorial mathematics, Academic Press, Akademiai Kiado 1974
- com Paul Erdős, Noga Alon: The probabilistic method, Wiley 1992, 3. Auflage 2008
- Ten lectures on the probabilistic method, SIAM 1987, 2. Auflage 1994
- com Ronald Graham, B. L. Rothschild Ramsey Theory, Wiley, 2. Auflage 1990
- The strange logic of random graphs, Springer 2001